# Liste von Holocaustleugnern
Die Liste von Holocaustleugnern führt Namen von Personen in alphabetischer Folge auf, die öffentlich mit Holocaustleugnung hervorgetreten sind. Sie umfasst Personen, deren Holocaustleugnung zuverlässig belegt ist, nicht nur rechtskräftig verurteilte Straftäter. Für gelistete Personen werden angeführt:
- Geburts- und gegebenenfalls Todesjahr,
- die wichtigsten bekannten Mitgliedschaften zur Zeit ihrer Leugnung (Wikilinks nur beim ersten Mal, dann abgekürzt),
- nur bei Namen, die keinen Wikipedia-Personenartikel haben: ein gemäß H:EN formatierter Einzelnachweis.

## Liste
| Name                              | Lebensdaten      | Mitgliedschaften | Beleg         |
| --------------------------------- | ---------------- | --- | ------------- |
| Per Lennart Aae                   | * 1940           | Nationaldemokratische Partei Deutschlands (NPD) |               |
| Mahmud Abbas                      | * 1935           | PLO, Palästinensische Autonomiebehörde |               |
| Einar Åberg                       | 1890–1970        | Sveriges antijudiska kampförbund |               |
| Floriano Abrahamowicz             | * 1961           | Priesterbruderschaft St. Pius X. (Piusbrüder) | [ 1 ]         |
| Mahmud Ahmadineschad              | * 1956           | Regierung des Iran |               |
| Mohammed Mahdi Akef               | 1928–2017        | Muslimbrüder | [ 2 ]         |
| Ibrahim Alloush                   | * 1963           | Institute for Historical Review (IHR) | [ 3 ]         |
| Bela Ewald Althans                | * 1966           | Wiking-Jugend, Aktionsfront Nationaler Sozialisten/Nationale Aktivisten (ANS/NA) |               |
| Gaston-Armand Amaudruz            | 1920–2018        | Schweizerische Faschistische Bewegung, Europäische Soziale Bewegung (ESB) |               |
| Austin App                        | 1902–1984        | IHR |               |
| Ahmed Ezz el-Arab                 |                  | Neue Wafd-Partei | [ 4 ]         |
| Adrien Arcand                     | 1899–1967        | |               |
| Emil Aretz                        |                  | Bund für Deutsche Gotterkenntnis | [ 5 ]         |
| Bernhard S. Arnhold               |                  | Bund freier Bürger | [ 6 ]         |
| Gilad Atzmon                      | * 1963           | |               |
| John Ball                         |                  | IHR | [ 7 ]         |
| Stephan Balliet                   | * 1992           | |               |
| Maurice Bardèche                  | 1909–1998        | | [ 8 ]         |
| Harry Elmer Barnes                | 1889–1968        | |               |
| Imke Barnstedt                    | * 1942           | Collegium Humanum (CH), Verein zur Rehabilitierung der wegen Bestreitens des Holocaust Verfolgten (VRBHV) |               |
| Alexander Baron                   |                  | | [ 9 ]         |
| Christian Bärthel                 | * 1974           | Deutsche Partei (ab 1993) |               |
| John Owen Beaty                   | 1890–1961        | | [ 10 ]        |
| Jean Beaufret                     | 1907–1982        | |               |
| Reza Begi                         |                  | Pegida, „Wir für Deutschland“, Kölner Klagemauer | [ 11 ]        |
| Ryszard Bender                    | 1932–2016        | |               |
| John Tuson Bennett                | 1937–2013        | League of Rights | [ 12 ]        |
| René-Louis Berclaz                | * 1950           | Vérité et Justice | [ 13 ]        |
| Friedrich Paul Berg               | * 1943           | | [ 14 ]        |
| Jan Bernhoff                      |                  | Holocaustleugnungskonferenz in Teheran 2006 (HLK 2006) | [ 15 ]        |
| Roland Bohlinger                  | 1937–2013        | |               |
| Christopher Bollyn                | * ≈1950          | American Free Press | [ 16 ]        |
| Robert Gregory Bowers             | * 1972           | | [ 17 ]        |
| Benton L. Bradberry               | 1937–2019        | | [ 18 ]        |
| Philippe Brennenstuhl             | * 1956           | Partei National Orientierter Schweizer (PNOS) | [ 19 ]        |
| Jerome Brentar                    | 1922–2006        | IHR | [ 20 ]        |
| Grzegorz Braun                    | *1967            | Konfederacja Korony Polskiej |               |
| Robert L. Brock („Ben Weintraub“) | * 1926           | | [ 21 ]        |
| James von Brunn                   | 1920–2010        | | [ 22 ]        |
| J. G. Burg                        | 1908–1990        | |               |
| Eric Butler                       | 1916–2006        | |               |
| Arthur Butz                       | * 1933           | IHR |               |
| Gheorghe Buzatu                   | 1939–2013        | Partidul România Mare, Universität Alexandru Ioan Cuza Iași | [ 23 ]        |
| Willis Carto                      | 1926–2015        | Liberty Lobby, IHR | [ 24 ]        |
| Siegfried Ellwanger Castan        | 1928–2010        | Editora Revisão, Brasilien | [ 25 ]        |
| Louis Ferdinand Céline            | 1894–1961        | | [ 26 ]        |
| Norberto Ceresole                 | 1943–2003        | Montoneros |               |
| Ali Chamenei                      | * 1939           | Regierung des Iran |               |
| Mattias Chang                     |                  | HLK 2006 | [ 15 ]        |
| Doug Christie                     | 1946–2013        | | [ 27 ]        |
| Thies Christophersen              | 1918–1997        | NPD |               |
| Ernst-Otto Cohrs                  | * 1921           | Weltbund zum Schutze des Lebens BRD e. V. (WSL-D) | [ 28 ]        |
| Ion Coja                          | * 1942           | Partidul Democrat Agrar din România (PDAR), Uniunea Vatra Românească | [ 13 ]        |
| David Cole                        | * 1971           | Church of the Creator |               |
| Darryl Cooper                     | * 1981           | Podcast MartyrMade |               |
| Henry Coston                      | 1910–2001        | Front National | [ 23 ]        |
| Robert Countess                   | 1937–2005        | IHR | [ 29 ]        |
| Samuel Crowell                    |                  | IHR | [ 30 ]        |
| Louis Darquier de Pellepoix       | 1897–1980        | Action française, Parti républicain, radical et radical-socialiste |               |
| Günter Deckert                    | 1940–2022        | NPD |               |
| Léon Degrelle                     | 1906–1994        | |               |
| Éric Delcroix                     | * 1944           | Ordre nouveau, Front National |               |
| Savitri Devi                      | 1905–1982        | |               |
| Thomas Dienel                     | * 1961           | NPD, Deutsch-Nationale Partei Thüringen |               |
| Hellmut Diwald                    | 1924–1993        | Zeitgeschichtliche Forschungsstelle Ingolstadt (ZFI) |               |
| Ernst Dünnenberger                | * 1939           | | [ 31 ]        |
| David Duke                        | * 1950           | Knights of the Ku Klux Klan, HLK 2006 |               |
| François Duprat                   | 1940–1978        | Front National |               |
| Arthur Ehrhardt                   | 1896–1971        | Nation Europa |               |
| Robert Faurisson                  | 1929–2018        | IHR, VRBHV, HLK 2006 |               |
| Ditlieb Felderer                  | * 1942           | |               |
| Bobby Fischer                     | 1943–2008        | |               |
| Erhard Fliesberg                  | 1888–1974        | | [ 32 ]        |
| Gerhard Förster                   | 1920–1998        | Neue Visionen |               |
| Georg Franz-Willing               | 1915–2008        | IHR |               |
| Gerhard Frey                      | 1933–2013        | Deutsche Volksunion (DVU), Deutsche National-Zeitung |               |
| Moishe Friedman                   | * 1972           | Neturei Karta |               |
| Benedikt Frings                   | * 1957           | NPD Köln, HLK 2006 | [ 33 ] [ 34 ] |
| Eberhard Fritsch                  | 1921–1974        | Der Weg. Monatshefte zur Kulturpflege und zum Aufbau – El Sendero, Dürer-Verlag |               |
| Wolfgang Fröhlich                 | * 1952           | bis 1994 Freiheitliche Partei Österreichs (FPÖ) | [ 35 ]        |
| Paul Fromm                        | * 1949           | Stormfront |               |
| Nick Fuentes                      | * 1998           | America First Foundation; The Groypers | [ 36 ]        |
| Lamb Lennon Gaede                 | * 1992           | Prussian Blue (Duo) | [ 37 ]        |
| Lynx Vaughan Gaede                | * 1992           | Prussian Blue | [ 37 ]        |
| Hans Gamlich                      |                  | FPÖ, Zur Zeit, VHO | [ 38 ]        |
| Roger Garaudy                     | 1913–2012        | La Vieille Taupe |               |
| Wolfgang Gedeon                   | * 1947           | |               |
| François Genoud                   | 1915–1996        | Nationale Front (Schweiz) |               |
| Daniel Giese                      | * 1969/70        | Stahlgewitter, Kahlkopf, Saccara |               |
| Erich Glagau                      | 1914–2017        | |               |
| Bruno Gollnisch                   | * 1950           | Front National, Identität, Tradition, Souveränität, Allianz der Europäischen nationalen Bewegungen |               |
| Herbert Grabert                   | 1901–1978        | Grabert-Verlag |               |
| Wigbert Grabert                   | * 1941           | Grabert Verlag, Witikobund, Thule-Seminar |               |
| Jürgen Graf                       | 1951–2025        | |               |
| Hans Gramlich                     |                  | HLK 2006 | [ 39 ]        |
| Russ Granata                      |                  | IHR | [ 40 ]        |
| Nick Griffin                      | * 1959           | British National Party, British National Front (BNF) |               |
| Friedrich Grimm                   | 1888–1959        | |               |
| Hans Grimm                        | 1875–1959        | | [ 41 ]        |
| John Gudenus                      | 1940–2016        | Ring Freiheitlicher Jugend Österreich, FPÖ |               |
| Pierre Guillaume                  | * 1940           | La Vieille Taupe, AAARGH | [ 42 ]        |
| Alain Guionnet                    | * 1954           | | [ 43 ]        |
| Gürkan Hacir                      |                  | | [ 44 ]        |
| Heinrich Härtle                   | 1909–1986        | |               |
| Henry Hafenmayer                  | 1972–2021        | Pegida | [ 45 ]        |
| Richard Harwood                   | * 1948           | BNF |               |
| Ursula Haverbeck                  | 1928–2024        | Weltbund zum Schutz des Lebens (WSL), Collegium Humanum, Ökologisch-Demokratische Partei (ÖDP), VRBHV, Die Rechte |               |
| Werner Georg Haverbeck            | 1909–1999        | Nationalsozialistische Deutsche Arbeiterpartei (NSDAP), WSL, ÖDP |               |
| Mohammed Hegazi                   |                  | HLK 2006 | [ 15 ]        |
| Rigolf Hennig                     | 1935–2022        | CSU, Die Republikaner, NPD, Deutsche Liga für Volk und Heimat (DLVH), Gesellschaft für Freie Publizistik (GFP), Burschenschaft Rugia Greifswald, Pennale Burschenschaft Chattia Friedberg zu Hamburg, Befreiungsausschuss Südtirol |               |
| Hajo Herrmann                     | 1913–2010        | |               |
| Attila Hildmann                   | * 1981           | |               |
| Michael A. Hoffman                |                  | IHR | [ 29 ]        |
| Karl-Heinz Hoffmann               | * 1937           | Wehrsportgruppe Hoffmann |               |
| David L. Hoggan                   | 1923–1988        | IHR |               |
| Gerd Honsik                       | 1941–2018        | Nationaldemokratische Partei (Österreich, 1967–1988) (NDP) |               |
| Ahmed Huber                       | 1927–2008        | Sozialdemokratische Partei der Schweiz |               |
| Eric Hufschmid                    |                  | | [ 46 ]        |
| Martin Humer                      | 1925–2011        | Engelwerk |               |
| Eric Hunt                         |                  | | [ 47 ]        |
| Diana Iovanovici-Șoșoacă          | * 1975           | S.O.S. România | [ 48 ]        |
| David Irving                      | * 1938           | |               |
| Gerhard Ittner                    | * 1958           | Thüringer Heimatschutz |               |
| Ludwig Günther K.-B.              | * 1950           | Alternative für Deutschland (AfD) | [ 49 ]        |
| George Kadar                      |                  | HLK 2006 | [ 15 ]        |
| Klaus Kaping                      |                  | | [ 50 ]        |
| Ilias Kasidiaris                  | * 1980           | Chrysi Avgi |               |
| Kevin Käther                      |                  | | [ 51 ]        |
| James Keegstra                    |                  | | [ 20 ]        |
| Erich Kern                        | 1906–1991        | |               |
| Günther Kissel                    | 1917–2011        | Witikobund, Pro NRW |               |
| Peter Kleist                      | 1904–1971        | |               |
| Ernst Günter Kögel                | † 2018           | | [ 52 ]        |
| Ernst Köwing                      | 1946–2018        | |               |
| Martin Kohlmann                   | * 1977           | Pro Chemnitz, Freie Sachsen | [ 53 ]        |
| Nicholas Kollerstrom              | * 1946           | Committee for Open Debate On the Holocaust (CODOH) | [ 54 ]        |
| Reinhard Kopps                    | 1914–2001        | |               |
| Rolf Kosiek                       | 1934–2023        | |               |
| Richard Krege                     |                  | League of Rights, Adelaide Institute; HLK 2006 | [ 12 ] [ 15 ] |
| Klaus Krusche                     | * 1946           | | [ 55 ]        |
| Anthony Kubek                     | 1920–2003        | | [ 20 ]        |
| Michael Kühnen                    | 1955–1991        | NPD, NSDAP-Aufbauorganisation (NSDAP/AO), Gesinnungsgemeinschaft der Neuen Front (GNF), Freiheitliche Deutsche Arbeiterpartei (FAP), ANS/NA                                                                                        |               |
| Gottfried Küssel                  | * 1958           | Volkstreue außerparlamentarische Opposition, NSDAP/AO, GNF, Deutsche Alternative |               |
| Emil Lachout                      | 1928–2018        | |               |
| Philippe Laguérie                 | * 1952           | Piusbrüder, Institut du Bon Pasteur |               |
| Reuben Clarence Lang              | 1925–2021        | | [ 56 ]        |
| Ali Laridschani                   | * 1958           | Nationaler Sicherheitsrat (Iran) |               |
| Gary Lauck                        | * 1953           | NSDAP/AO |               |
| Friedrich Lenz                    | 1900–1968        | | [ 57 ]        |
| Jean-Marie Le Pen                 | 1928–2025        | Front National |               |
| Johann von Leers                  | 1902–1965        | |               |
| Johannes Lerle                    | * 1952           | |               |
| Fred A. Leuchter                  | * 1943           | IHR |               |
| Reiner Link                       |                  | | [ 58 ]        |
| Walter Lüftl                      | * 1933           | Arbeitsgemeinschaft für demokratische Politik |               |
| Horst Mahler                      | 1936–2025        | NPD, VRBHV, Deutsches Kolleg |               |
| Heinrich Malz                     | 1910–1977        | |               |
| Tom Marcellus                     |                  | IHR | [ 20 ]        |
| Victor Marchetti                  | 1929–2018        | | [ 20 ]        |
| Louis Marschalko                  | 1903–1968        | | [ 44 ]        |
| James Martin                      | 1916–2004        | | [ 59 ]        |
| Norbert Marzahn                   |                  | | [ 60 ]        |
| Nishioka Masanori                 | * 1956           | Marco Polo | [ 61 ]        |
| Carlo Mattogno                    | * 1951           | IHR |               |
| Dieudonné M’bala M’bala           | * 1966           | |               |
| David McCalden                    | 1951–1990        | BNF, IHR |               |
| Patrick McNally                   |                  | HLK 2006 | [ 15 ]        |
| Gerard Menuhin                    | * 1948           | Reichsbürgerbewegung |               |
| Uwe Menzel                        | * 1974           | Rock against Communism |               |
| Nikolaos Michaloliakos            | * 1957           | Chrysi Avgi |               |
| Hideo Miki                        | * 1955           | | [ 20 ]        |
| Claudio Moffa                     |                  | |               |
| Omar Bakri Mohammed               | * 1958           | Al-Muhajiroun | [ 62 ]        |
| David Myatt                       | * 1950/52        | British National Socialist Movement, Combat 18 |               |
| Herwig Nachtmann                  | * 1940           | NDP |               |
| Xavier Naidoo                     | * 1971           | |               |
| Issa Nakhleh                      |                  | Arabische Liga | [ 63 ]        |
| Nikolai Nerling                   | * 1980           | |               |
| Erwin Fritz Neubert               | 1925–1953        | Der Weg – El Sendero, Dürer-Verlag | [ 64 ]        |
| Johannes P. Ney                   |                  | | [ 65 ]        |
| Joachim Nolywaika                 | 1924–2021        | | [ 66 ]        |
| Claus Nordbruch                   | * 1961           | |               |
| Walter Ochensberger               | * 1941           | |               |
| Ted O’Keefe                       |                  | IHR | [ 20 ]        |
| Herman Otten                      |                  | IHR | [ 20 ]        |
| Michael Palomino                  | * 1964           | | [ 67 ]        |
| Mariette Paschoud                 |                  | | [ 68 ]        |
| Udo Pastörs                       | * 1952           | NPD |               |
| William Luther Pierce             | 1933–2002        | National Alliance |               |
| Stephen F. Pinter                 | 1888–1985        | | [ 69 ]        |
| Michael Collins Piper             |                  | IHR, HLK 2006 | [ 29 ] [ 15 ] |
| Georges Piscosi-Denescu           |                  | AAARGH, CODOH | [ 13 ]        |
| Oleg Platonow                     | * 1950           | IHR | [ 70 ]        |
| Lajos Polgár                      | 1916–2006        | Pfeilkreuzler |               |
| Carlos Whitlock Porter            | * 1947           | | [ 71 ]        |
| Maria Poumier                     |                  | | [ 9 ]         |
| Karl-Heinz Priester               | 1912–1960        | |               |
| Hans Püschel                      | * 1948           | NPD |               |
| Horacio Punset                    |                  | | [ 72 ]        |
| Ali Akbar Hāschemi Rafsandschāni  | 1934–2017        | Regierung des Iran |               |
| Ahmed Rami                        | * 1946           | Radio Islam (Schweden), VRBHV |               |
| Mohammad-Ali Ramin                | * 1954           | Islamische Gemeinschaft in Clausthal e. V., Ansare Hisbollah, Regierung des Iran, HLK 2006 |               |
| Abd al-Aziz ar-Rantisi            | 1947–2004        | Hamas |               |
| Paul Rassinier                    | 1906–1967        | Section française de l’Internationale ouvrière |               |
| Dariusz Ratajczak                 | 1962–2010        | | [ 73 ]        |
| Alexander Ratcliffe               | 1888–1947        | Scottish Protestant League, Knights of Kaledonia Klan, British Protestant League |               |
| Greg Raven                        | * 1941           | IHR | [ 74 ]        |
| Fritz Rebhandl                    |                  | Freies Institut für Humanität und Kreativität | [ 75 ]        |
| Douglas Reed                      | 1895–1976        | |               |
| Gerhoch Reisegger                 | * 1941           | |               |
| Otto Ernst Remer                  | 1912–1997        | Sozialistische Reichspartei |               |
| Frank Rennicke                    | * 1964           | Wiking-Jugend, NPD, DLVH, VRBHV |               |
| Vincent Reynouard                 | * 1969           | Sans Concession |               |
| Michèle Renouf                    | * 1946           | World Foundation for Holocaust Studies (WFHS), HLK 2006 |               |
| Jürgen Rieger                     | 1946–2009        | Artgemeinschaft – Germanische Glaubens-Gemeinschaft wesensgemäßer Lebensgestaltung, NPD |               |
| Ingrid Rimland                    | 1936–2017        | |               |
| George Lincoln Rockwell           | 1918–1967        | American Nazi Party |               |
| Manfred Roeder                    | 1929–2014        | Deutsche Aktionsgruppen, NPD |               |
| Henri Roques                      | 1920–2014        | Phalange française, Europäische Soziale Bewegung |               |
| Florentine Rost van Tonningen     | 1914–2007        | Nationaal-Socialistische Beweging, Consortium de Levensboom |               |
| Heinz Roth                        | 1912/13–1978     | | [ 76 ]        |
| Abu Roub                          |                  | B’Tselem | [ 77 ]        |
| Germar Rudolf                     | * 1964           | Die Republikaner |               |
| Eric Rudolph                      | * 1966           | Christian-Identity-Bewegung, Army of God |               |
| Hans-Dietrich Sander              | 1928–2017        | VRBHV |               |
| Walter N. Sanning                 | * 1936           | | [ 78 ]        |
| Willem Sassen                     | 1918–2001        | |               |
| Alfred Schaefer                   | * 1955           | Die Rechte | [ 79 ]        |
| Monika Schaefer                   |                  | | [ 80 ]        |
| Angelika Schaller                 |                  | | [ 81 ]        |
| Herbert Schaller                  | 1923–2018        | HLK 2006 | [ 82 ]        |
| Israel Schamir                    | * 1947           | |               |
| Bernhard Schaub                   | * 1954           | Arbeitsgemeinschaft zur Enttabuisierung der Zeitgeschichte, PNOS, VRBHV, CH, Europäische Aktion, HLK 2006 |               |
| Franz Josef Scheidl               | 1890–1971        | Sozialdemokratische Partei Österreichs (SPÖ) |               |
| Alfred Schickel                   | 1933–2015        | ZFI |               |
| Axel Schlimper                    |                  | Europäische Aktion Thüringen | [ 83 ]        |
| Hans Schmidt                      | 1927–2010        | Waffen-SS, German-American National Political Action Committee |               |
| Konstantin Smirnow-Ostashwili     | † 26. April 1991 | Pamjat | [ 84 ]        |
| Erwin Schönborn                   | 1914–1989        | Kampfbund Deutscher Soldaten |               |
| Meinolf Schönborn                 | * 1955           | Nationalistische Front, NPD, Europäische Aktion |               |
| Frank Schubert                    | 1957–1980        | Nationalsozialistische Kampfgruppe Großdeutschland, Hepp-Kexel-Gruppe |               |
| Karl Waldemar Schütz              | 1913–1999        | Plesse-Verlag, Verlag K. W. Schütz |               |
| Dennis Ingo Schulz                | * 1981           | | [ 85 ]        |
| Herbert Schweiger                 | 1924–2011        | Leibstandarte SS Adolf Hitler, FPÖ, NDP |               |
| Alfred Seidl                      | 1911–1993        | ZFI |               |
| Miguel Serrano                    | 1917–2009        | Movimiento Nacional-Socialista de Chile |               |
| Issam Sissalem                    |                  | Islamische Universität Gaza | [ 86 ]        |
| Bradley Smith                     | 1930–2016        | CODOH, IHR, HLK 2006 |               |
| Joseph Sobran                     | * 1946           | IHR | [ 87 ]        |
| Theodor Soucek                    | 1919–2010        | Sozialorganische Ordnungsbewegung Europas (SORBE) | [ 88 ]        |
| Wilhelm Stäglich                  | 1916–2006        | NPD |               |
| Ingo Stawitz                      | * 1950           | DVU |               |
| Keith Stimely                     | 1957–1992        | IHR | [ 29 ]        |
| Sylvia Stolz                      | * 1963           | |               |
| Karl Ludwig Strieder              | 1893–1958        | Bundesverband der Entnazifizierten und Internierten, Chefredakteur der Verbandszeitschrift „Die Anklage“ | [ 89 ]        |
| Andres J. W. Studer               | * 1936           | | [ 75 ]        |
| Gert Sudholt                      | * 1943           | GFP, Rudolf-Heß-Gesellschaft |               |
| Helmut Sündermann                 | 1911–1972        | Druffel-Verlag |               |
| Tomislav Sunić                    | * 1953           | IHR | [ 25 ]        |
| Bolesław Tejkowski                | 1933–2022        | Polnische Volksgemeinschaft | [ 90 ]        |
| Tila Tequila                      | * 1981           | |               |
| Georges Theil                     | * 1940           | Front National, HLK 2006 | [ 91 ] [ 15 ] |
| Serge Thion                       | 1942–2017        | Association des anciens amateurs de récits de guerre et d’holocauste, WFHS, HLK 2006 |               |
| H. Keith Thompson                 | 1922–2002        | Schutzstaffel, Organisation der ehemaligen SS-Angehörigen |               |
| Fredrick Toben                    | 1944–2020        | Adelaide Institute, HLK 2006 |               |
| Peter Töpfer                      | * 1961           | Nationalanarchismus, Compact („Lasse Söderstrup“), HLK 2006 | [ 13 ] [ 34 ] |
| Franjo Tuđman                     | 1922–1999        | Hrvatska demokratska zajednica, Regierung Kroatiens |               |
| Masami Uno                        | * 1942           | Liberty Information Research Institute | [ 92 ]        |
| B. Uschkujnik                     |                  | Lühe-Verlag | [ 93 ]        |
| Pedro Varela Geiss                | * 1957           | CEDADE | [ 94 ]        |
| Herbert Verbeke                   | * 1941           | Vrij Historisch Onderzoek (VHO) | [ 95 ]        |
| Siegfried Verbeke                 | * 1941           | Vlaamse Militanten Orde, Vlaams Belang, VHO |               |
| Arthur Vogt                       | 1917–2013        | Nationale Aktion |               |
| Udo Voigt                         | 1952–2025        | NPD |               |
| Igor Vukić                        | * 1966           | |               |
| Max Wahl                          | 1923–2016        | Eidgenössisch-Demokratische Union (bis 1983) | [ 96 ]        |
| Udo Walendy                       | 1927–2022        | Reichsarbeitsdienst, NPD, VRBHV, IHR |               |
| Gerd Walther                      |                  | | [ 97 ]        |
| Mark Weber                        | * 1951           | IHR, NSDAP/AO |               |
| Ingrid Weckert                    | * 1927           | Antizionistische Aktion, Deutsche Alternative |               |
| Marianne Wilfert                  | * 1954/55        | | [ 81 ]        |
| Richard Williamson                | 1940–2025        | Piusbrüder (bis 2012) |               |
| Michael Winkler                   | * 1957           | |               |
| Marcel Wöll                       | * 1983           | NPD |               |
| Hans Werner Woltersdorf           | * 1921           | | [ 98 ]        |
| Christian Worch                   | * 1956           | ANS/NA, FAP, Hilfsorganisation für nationale politische Gefangene und deren Angehörige, GNF |               |
| Thomas Wulff                      | * 1963           | NPD, GNF, DLVH, Nationales und Soziales Aktionsbündnis Norddeutschland, Kampfbund Deutscher Sozialisten |               |
| Harun Yahya                       | * 1956           | |               |
| Ernst Zündel                      | 1939–2017        | Samisdat Publishers, Zundelsite |               |